# Zoé Talon

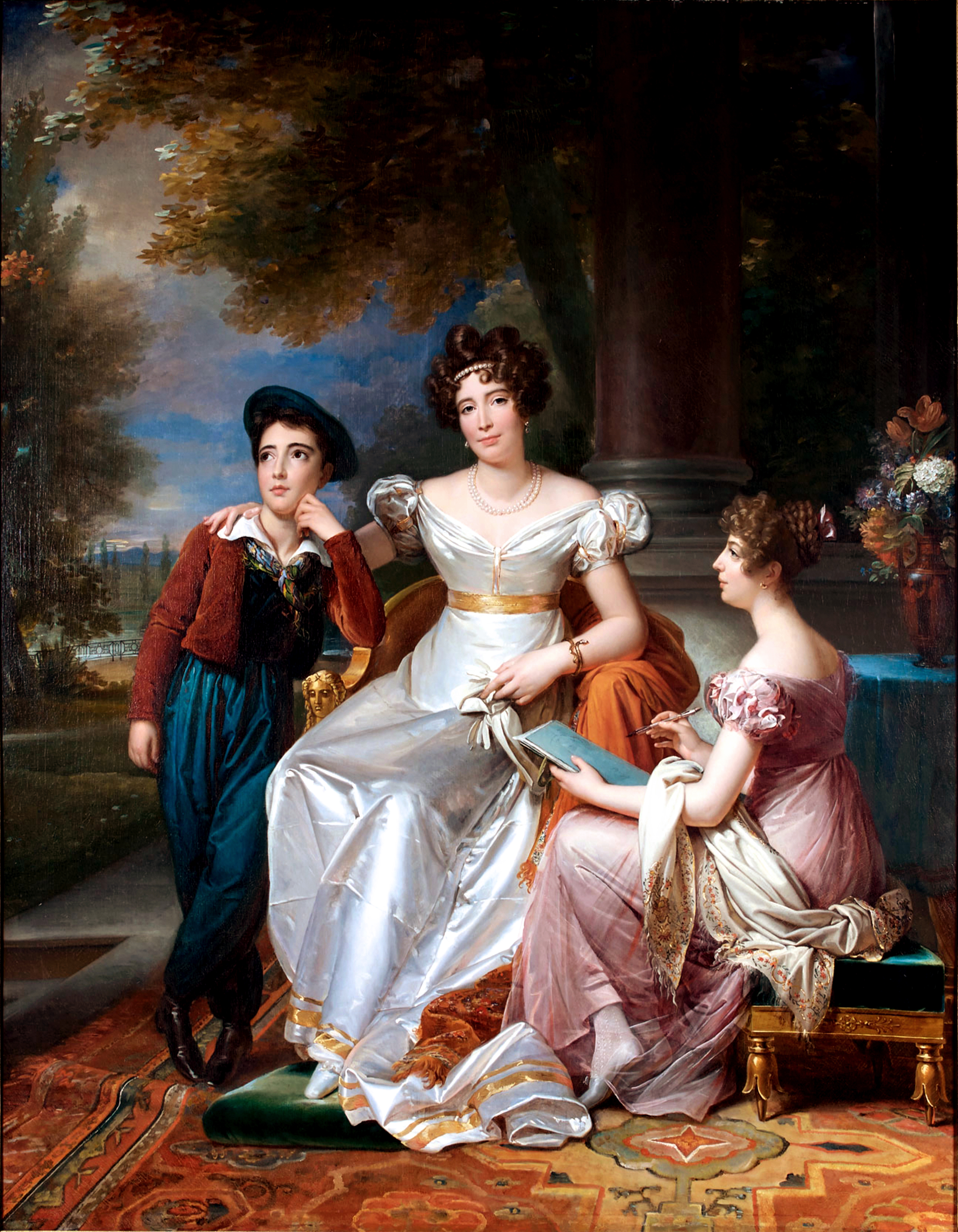
Zoé Talon mit ihren beiden Kindern auf einem Gemälde von François Gérard, 1825

Zoé Victoire Talon (* 2. August oder 25. August 1785 in Boullay-Thierry; † 19. März 1852 in Saint-Ouen) war eine Vertraute und Mätresse des französischen Königs Ludwig XVIII. Durch Heirat mit Achille Pierre Antoine de Baschi wurde sie Gräfin von Cayla, weshalb sie in der Geschichtsschreibung auch als Comtesse du Cayla bekannt ist. Ihr zu Ehren nannte der französische Rosenzüchter Pierre Guillot 1902 eine Rosenart „Comtesse du Cayla“.

## Leben
Zoé Victoire kam als zweites von drei Kindern Jeanne Agnès Gabrielle de Pestre de Seneffes, Ehrendame Maria Josephas von Savoyen, und ihres Mannes Antoine Omer Talon, Marquis von Boullay-Thierry und advocat général im Parlement de Paris, zur Welt. Gegen Ende des Jahres 1790 war ihr Vater als Unterstützer der royalistischen Seite dazu gezwungen, zuerst nach England und schließlich in die Vereinigten Staaten zu emigrieren. Dabei nahm er seine Familie mit sich. Während des Direktoriums kehrten die Talons 1796 nach Frankreich zurück, und Zoé wurde zur Ausbildung auf die Internatsschule Madame Campans in Saint-Germain-en-Laye geschickt. Dort freundete sie sich mit Napoleons Stieftochter Hortense de Beauharnais, der späteren Königin von Holland, an.
Als sie 17 Jahre alt war, heiratete sie am 3. August 1802 in Paris den 27-jährigen, aus toskanischem Adel stammenden Achille Pierre Antoine de Baschi, comte du Cayla (1775–1851). Ihr Vater war durch Spekulationen derweil zu viel Geld gekommen und konnte seine Tochter deshalb mit der großzügigen Mitgift von 300.000 Francs ausstatten. Nachdem Antoine Omer Talon 1804 auf Geheiß Napoleons festgenommen und zum Tode verurteilt worden war, weil er sich nicht der Autorität des Ersten Konsuls beugen wollte, geriet auch Zoé Victoire unter Verdacht, Aktivitäten gegen das neue Regime zu unterstützen. Um sich davon zu befreien, wurde sie beim Leiter von Napoleons Geheimpolizei, Anne-Jean-Marie-René Savary, vorstellig. Es gelang ihr, Savary von ihrer Unschuld zu überzeugen, und brachte ihn gleichzeitig dazu, das über ihren Vater gefällte Todesurteil in eine lebenslange Haftstrafe auf Sainte-Marguerite umzuwandeln. Im Gegenzug wurde Zoé Savarys Geliebte. Die Beziehung der beiden sollte mehrere Jahre andauern.
1804 brachte Madame du Cayla einen Sohn (1804–1828) zur Welt, der auf den Namen Ugolin getauft wurde. Zwei Jahre später wurde ihre Tochter Ugoline Louise Josephine Valentine (1806–1885) geboren, die durch ihre Ehe mit Edmond Henry Étienne Victurnien de Beauvau-Craon 1825 in die Familie der Fürsten von Beauvau-Craon einheiratete. Der Graf von Cayla bestritt die Vaterschaft der beiden Kinder, was Ausdruck der zunehmenden Entfremdung des Paares war. Der Streit gipfelte schließlich darin, dass sich das Paar, obwohl immer noch unter einem gemeinsam Dach lebend, ab 1817 in einem langwierigen Scheidungsprozess  um das Sorgerecht für die zwei Kinder stritt, denn nach dem Gesetz war Achille Pierre Antoine de Baschi der rechtmäßige Vater der beiden. In ihrer Verzweiflung bat Zoé um eine Audienz beim König, die ihr aufgrund eines Empfehlungsschreibens ihrer Schwiegermutter, die wie ihre Mutter Ehrendame der Gräfin von Provence gewesen war, auch tatsächlich gewährt wurde. Nach einer anderen Version waren es kompromittierende Dokumente in Zoés Besitz, die aus dem Nachlass ihres Vaters stammten, mit denen sie sich die Audienz beim König verschaffen konnte. Der Gräfin gelang es, den ältlichen König für sich und ihre Sache einzunehmen, und er versprach ihr Schutz vor den Übergriffen ihres Mannes. Es blieb jedoch nicht bei diesem einen Treffen der beiden, denn Ludwig XVIII. schätzte die Gesellschaft der hübschen 32-jährigen und die geistreiche Konversation mit ihr. Die Verabredungen wurden immer häufiger, sodass aus ihnen schließlich drei feste, nachmittägliche Termine pro Woche wurden. Die Verbindung der beiden war jedoch keine sexuelle Beziehung, sondern hatte vielmehr den Charakter einer engen und sehr innigen Freundschaft. Dabei übte Zoé Victoire einen nicht unerheblichen Einfluss auf den König aus, den die Ultra-Royalisten um Sosthène de La Rochefoucauld für ihre Zwecke ausnutzten.
Am 29. Oktober 1822 schenkte der König Madame du Cayla das Schloss Saint-Ouen, das er vollständig neu hatte bauen lassen. Eigentlich sollte mit dem Besitz ein Herzogstitel sowie entsprechende Einkünfte verbunden sein, doch Zoé Victoire lehnte diese ab. Nach der Thronbesteigung Karls X. zog sich Zoé auf ihr Schloss zurück. Dort widmete sie sich landwirtschaftlichen Studien und beschäftigte sich besonders mit der Zucht von Merinoschafen. Sie starb dort mit 65 Jahren am 19. März 1852 in großen finanziellen Schwierigkeiten, weil ihr der Bürgerkönig Louis-Philippe sämtliche Unterstützungen hatte streichen lassen.